# TimeSquare: Dream Mixes II
TimeSquare: Dream Mixes II, también conocido como TimeSquare, es el vigesimoséptimo álbum de estudio del grupo alemán de música electrónica Tangerine Dream. Publicado en 1997 por el sello TDI destaca por ser el segundo de la serie de álbumes Dream Mixes que reinterpreta en clave de música dance canciones previas de su catálogo.
Jim Brenholts, en su crítica para AllMusic, tiene una apreciación negativa del conjunto: "TimeSquare: Dream Mixes II es un desigual y extremadamente débil conjunto de versiones alternativas de Tangerine Dream. Edgar y Jerome Froese hackearon algunas de sus composiciones originales, agregaron ritmos tecno, y lo dieron por bueno".

## Producción
Grabado en julio de 1997 en los Eastgate Studios de Viena este segundo álbum de la serie impulsada por Jerome Froese destaca por la inclusión prioritaria de nuevas composiciones. A diferencia del anterior álbum de la saga, The Dream Mixes (1995), sólo figuran dos remezclas de álbumes previos: «Mobocaster», denominada «Twilight Brigade» en Turn Of The Tides (1994), y «Towards The Evening Star» incluida originalmente en Goblins Club (1996). Únicamente una de las canciones, «Culpa Levis», es composición de Edgar Froese.
El disco ha sido reeditado en varias ocasiones: la primera versión se comercializó durante la gira británica realizada entre octubre y noviembre de 1997. Una segunda edición, publicada en junio de 1998, presentaba ligeros cambios en portada y grafismo. En 2009 se incluyó dentro de una extensa reedición, integrada por 60 álbumes de su trayectoria, realizada por el sello Membran.

## Lista de temas
| N.º   | Título                                                                             | Escritor(es)  | Duración |  |
| 1.    | «Mobocaster» (Basada en la canción «Twilight Brigade» del álbum Turn Of The Tides) | Jerome Froese | 7:24     |  |
| 2.    | «Jungle Jacula»                                                                    | Jerome Froese | 8:41     |  |
| 3.    | «Toward The Evening Star (Blue Gravity Mix)» (Incluida en el álbum Goblins Club)   | Jerome Froese | 8:39     |  |
| 4.    | «Digital Sister»                                                                   | Jerome Froese | 7:10     |  |
| 5.    | «Pixel Pirates»                                                                    | Jerome Froese | 6:53     |  |
| 6.    | «Culpa Levis»                                                                      | Edgar Froese  | 10:08    |  |
| 7.    | «Timesquare»                                                                       | Jerome Froese | 8:42     |  |
| 57:36 |                                                                                    |               |          |  |

## Personal
- Edgar Froese - composición, interpretación, diseño de portada y producción
- Jerome Froese - composición, interpretación, ingeniería de sonido y masterización
- Jim Rakete - fotografía
- Peter Hendi - asistente de computador